# ادوارد اشتراوس
ادوارد اشتراوس (به آلمانی: Eduard Strauss) (۱۵ مارس ۱۸۳۵ – ۲۸ دسامبر ۱۹۱۶) آهنگساز و رهبر ارکستر اهل اتریش بود.
ادوارد اشتراوس پسرِ یوهان اشتراوس (پدر) و برادرِ یوهان اشتراوس (پسر) و یوزف اشتراوس و پدرِ یوهان اشتراوس سوم بود.